# Monsonia burkeana
Monsonia burkeana là một loài thực vật có hoa trong họ Mỏ hạc. Loài này được Planch. ex Harv. mô tả khoa học đầu tiên năm 1860.